# Flysta
Flysta est un quartier du district de Järva à Stockholm en Suède.

## Description
Flysta est un quartier de Västerort situé à un peu plus de 10 kilomètres du centre de Stockholm.. 
Flysta est principalement construit de villas. 
Toutefois, le long de Spångavägen, il y a également un certain nombre d'immeubles résidentiels.
La superficie du quartier est de 0,79 km2. 

## Histoire
Flysta était le centre administratif de la municipalité de Spånga de 1915 au début de 1949, avant que la zone  devienne un quartier de Stockholm.
Malgré sa situation dans une zone suburbaine essentiellement résidentielle, cette communauté possède de nombreux atouts propres aux petits villages d'autrefois, comme une boulangerie, des épiceries et des coiffeurs situés le long de la rue principale, Spångavägen. Ceci témoigne du fait qu'elle était autrefois un village à part entière et une zone de résidence d'été au début du XXème siècle.

## Transports
La ligne de bus 117 de Storstockholms Lokaltrafik passe par Flysta entre Brommaplan et la gare de Spånga.

## Galerie

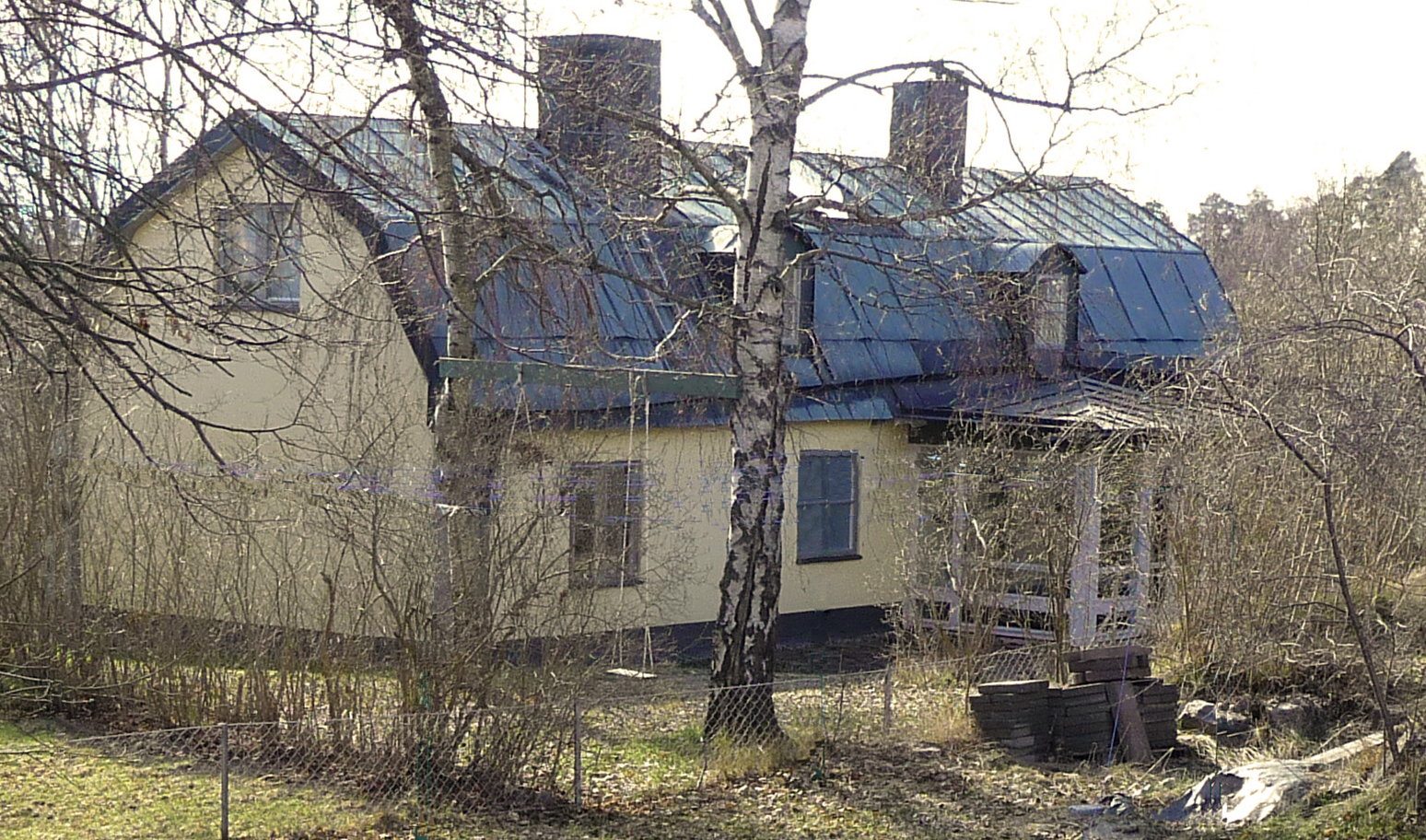
Flysta Gard en 2010.
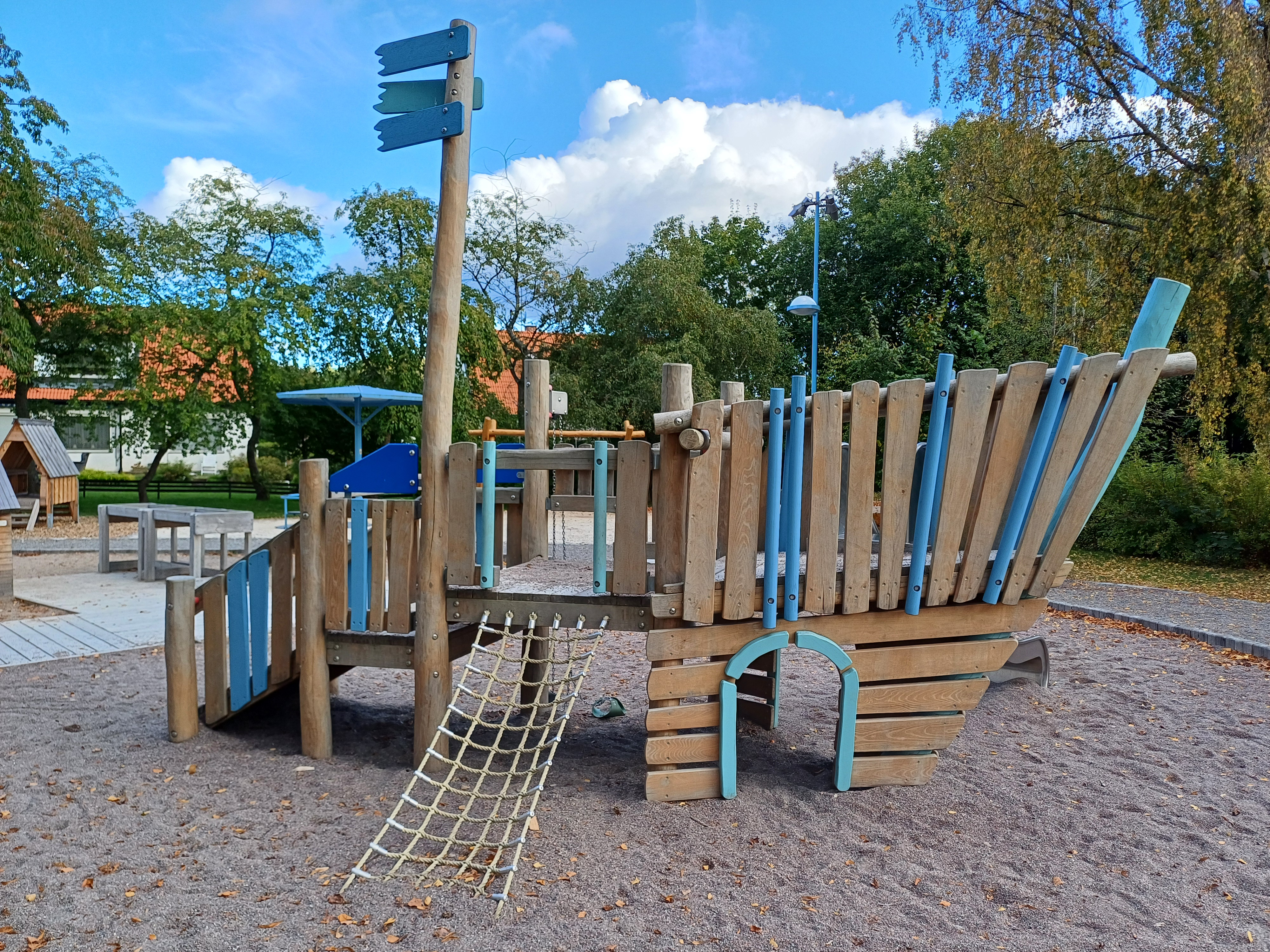
Palmérsparken.
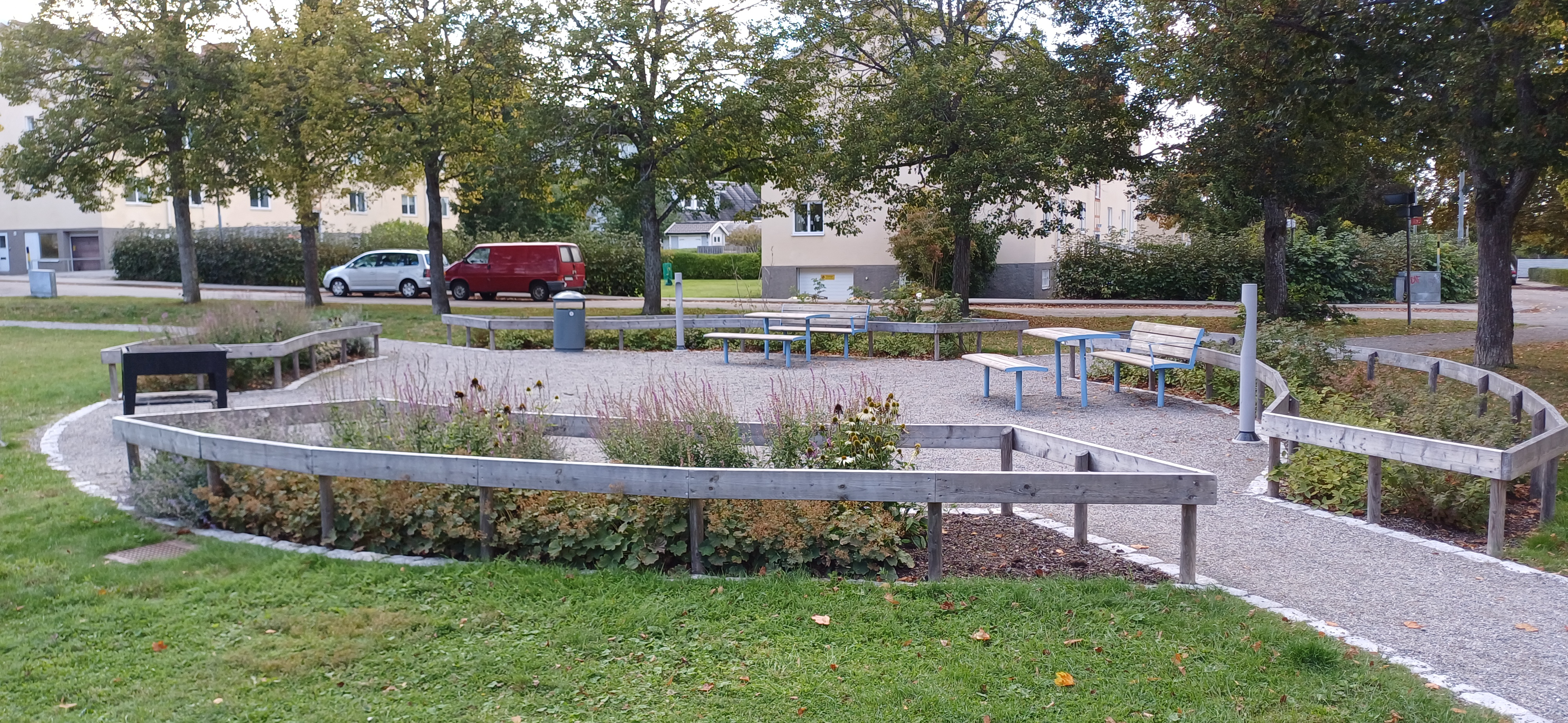
Palmérsparken.